# Głazówka (Łazy)
Głazówka – część miasta Łazy, w Polsce, położona w województwie śląskim, w powiecie zawierciańskim, w gminie Łazy. Do 1955 samodzielna miejscowość, posiadająca w latach 1933–54 własną administrację gromadzką.
Głazówka stanowią fizycznie odizolowaną i zarazem najdalej na południowy zachód wysuniętą cześć Łaz. Rozpościera się wzdłuż północnej strony ulicy o tej samej nazwie, która zarazem stanowi południową granicę Łaz. Głazówkę z centrum Łaz łączy niezabudowana droga o długości prawie 2 km, stanowiąca przedłużenie ul. Głazówka.

## Historia
Głazówka to dawna wieś, od 1867 w gminie Rokitno-Szlacheckie. W latach 1867–1926 należała do powiatu będzińskiego, a od 1927 do zawierciańskiego. W II RP przynależała do woj. kieleckiego. 31 października 1933 gminę Rokitno-Szlacheckie podzielono na 16 gromad. Głazówka wraz z przysiółkiem Gzichów i pustkowiem Słotwina utworzyła gromadę o nazwie Głazówka w gminie Rokitno-Szlacheckie.
Podczas II wojny światowej włączone do III Rzeszy.
Po wojnie gmina przez bardzo krótki czas zachowała przynależność administracyjną, lecz już 18 sierpnia 1945 roku została wraz z całym powiatem zawierciańskim przyłączona do woj. śląskiego. 1 stycznia 1948 gminę Rokitno-Szlacheckie zniesiono, a z jej obszaru utworzono gminę Łazy z siedzibą w Łazach.
W związku z reformą znoszącą gminy jesienią 1954 roku, dotychczasowe gromady Łazy, Młynek i Głazówka ustanowiły nową gromadę Łazy.
Gromadę Łazy zniesiono już po 15 miesiącach, 1 stycznia 1956, w związku z nadaniem jej statusu osiedla, przez co Głazówka utraciła samodzielność. 1 stycznia 1967 Łazy otrzymały status miasta, w związku z czym Głazówka stała się obszarem miejskim.